# Třída CVA-01
Třída CVA-01 byl projekt těžké letadlové lodě s konvenčním pohonem, vyvíjené pro britské královské námořnictvo v 50.–60. letech 20. století. Měla to být největší postavená válečná loď britského námořnictva. Projekt však byl roku 1966 bez náhrady zrušen. Model plavidla je vystaven ve Fleet Air Arm Museum v Yeoviltonu.

## Vývoj
Vývoj nové třídy těžkých útočných letadlových lodí (CVA – Fleet Carrier, Attack) byl zahájen roku 1962. Nová plavidla měla nahradit dosluhující britské letadlové lodě, které byly rozestavěny ještě za druhé světové války. Nová třída představovala mohutná plavidla o výtlaku okolo 60 000 tun a s kapacitou asi 50 moderních letadel, zachovávající námořnictvu schopnost provádět globální operace. Základní projekt byl dokončen v roce 1963. Možné přijetí prvního plavidla Queen Elizabeth do služby bylo odhadováno na rok 1973 a jeho případné sesterské lodě na roky 1975–1977. Cena prototypové jednotky byla v lednu 1966 odhadována na 70 milionů liber.
Projekt CVA-01 vyvolal spory mezi námořnictvem a letectvem, stejně jako kritiku, že zamýšlená plavidla jsou příliš velká a ambiciózní. Nakonec byl projekt roku 1966 bez náhrady zrušen labouristickou vládou Harolda Wilsona (1966 Defence White Paper), přičemž škrty postihly také velké torpédoborce třídy Bristol (typ 82), které měly letadlové lodě doprovázet. Pro britské námořnictvo to znamenalo šok, ze kterého se dlouho vzpamatovávalo. Jeho role po rozpadu britského impéria byla mnohem skromnější a později muselo vzít zavděk výrazně menšími plavidly třídy Invincible.

## Konstrukce
Projekt z roku 1965 předpokládal délku 293,5 metru a standardní výtlak 53 850 tun. Letová paluba by byla širší a rozměrnější. Byla vybavena dvojicí parních katapultů BS-6 a s jednopatrovým hangárem ji spojovala dvojice výtahů. Protivzdušnou obranu měl zajišťovat protiletadlový raketový komplet Sea Dart se zásobou 40 střel. Plavidlo mělo pojmout přibližně 40 letounů a 10 vrtulníků. Možné složení leteckého křídla bylo 18 bojových letounů Phantom FG.1, 18 bombardérů Buccaneer S.2, čtyři letouny včasné výstrahy Gannet AEW.3 a pět vrtulníků Sea King HAS.1. Pohonný systém o celkovém výkonu 135 000 shp, tvořilo šest kotlů Admiralty a tři parní turbíny Parsons, pohánějící tři lodní šrouby. Nejvyšší rychlost měla dosahovat 30 uzlů.